# Adoncholaimus longicaudatus
Adoncholaimus longicaudatus är en rundmaskart som beskrevs av Paramonov 1929. Adoncholaimus longicaudatus ingår i släktet Adoncholaimus och familjen Oncholaimidae. Inga underarter finns listade i Catalogue of Life.